# (3400) Aotearoa
(3400) Aotearoa (1981 GX) – planetoida z pasa głównego asteroid okrążająca Słońce w ciągu 2,69 lat w średniej odległości 1,93 j.a. Odkryli ją Pamela Kilmartin i Alan Gilmore 2 kwietnia 1981 roku.